# Bruno Martini (futbolista)
Bruno Martini (Challuy, Francia, 25 de enero de 1962-Montpellier, 20 de octubre de 2020) fue un futbolista franco-italiano que se desempeñaba como guardameta y desempeñó gran parte de su carrera en el AJ Auxerre.

## Clubes
| Club            | País    | Año         | Partidos | Goles |
| AJ Auxerre      | Francia | 1981 - 1983 | 0        | 0     |
| AS Nancy        | Francia | 1983 - 1985 | 65       | 0     |
| AJ Auxerre      | Francia | 1985 - 1995 | 322      | 0     |
| Montpellier HSC | Francia | 1995 - 1999 | 105      | 0     |